# Eonaviai nyelv
Az eonaviai nyelv vagy asztur–galiciai, asztúriai galiciai (asztúriaiul: eonaviegu, gallego-asturianu, galiciaiul és spanyolul: eonaviego, galego-asturiano) egy újlatin nyelvváltozat, pontosabban egy átmeneti nyelvjárás az aszturleóni és galiciai nyelv között. Meggyökeresedett neve a magyar nyelvben nincs, a magyarországi romanisztikában csekély forrást találni róla.
A középkorból fennmaradt egyházi dokumentumokban és szépirodalomban felfedeztek már az eonaviaira jellemző nyelvi jellegzetességeket. A kimondottan eonaviai nyelvű irodalom azonban csak az 1970-es évek óta jellemző, míg színjátszás területén az 1920-as évek óta vannak hagyományai. Megjelent többek között A kis herceg fordítása is eonaviaiul 2008-ban.
Az asztúriai autonómiatörvény értelmében az eonaviai is ugyanolyan védelmet élvez, mint az asztúriai, ennek ellenére nem olyan aktivitással őrzik és igyekszenek védeni, mint ez utóbbi nyelvet.

## Elnevezése

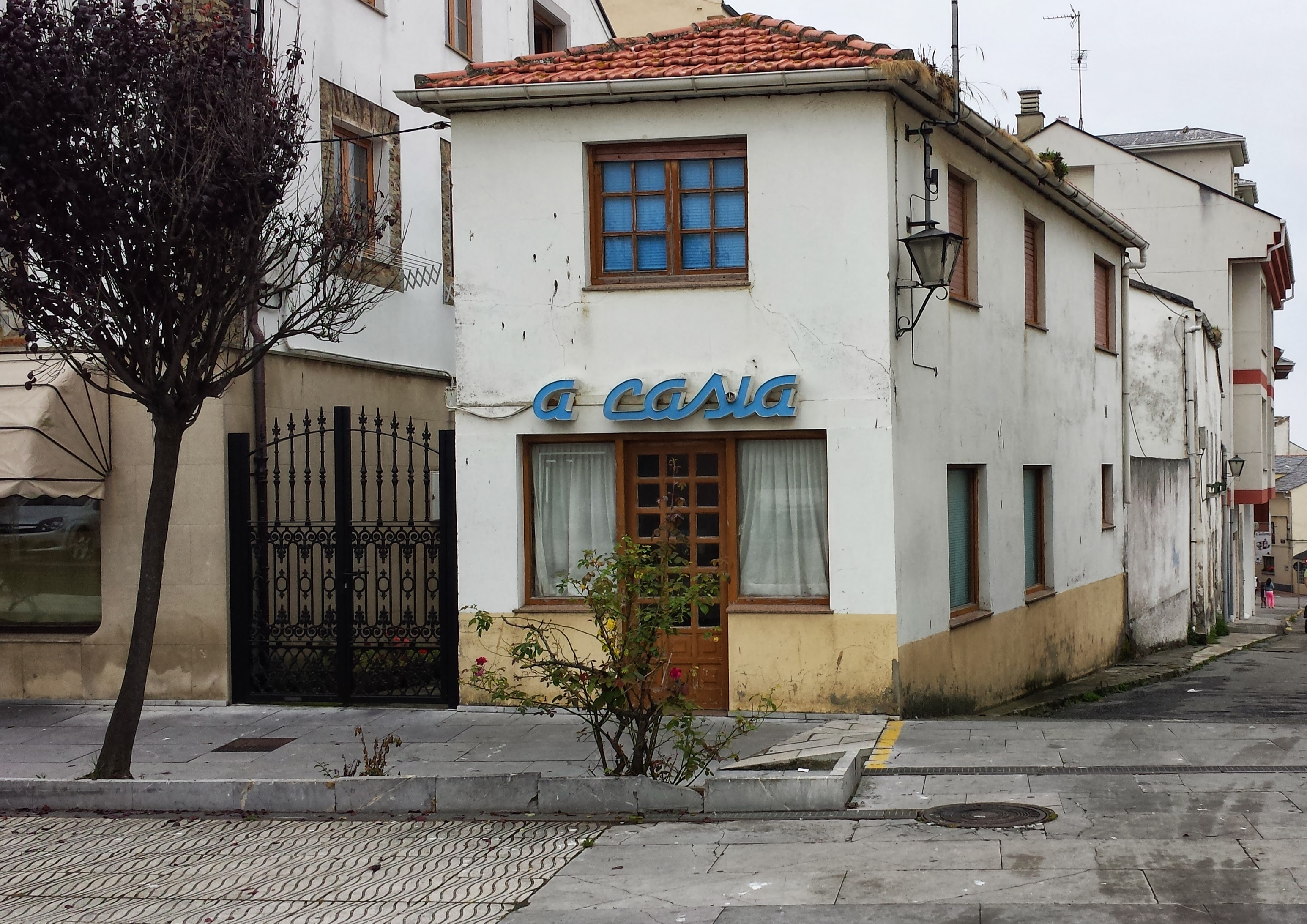
Tapia de Casariegóban található felirat eonaviaiul

Nevét onnan kapta, hogy az Eo és Navia folyók közötti közigazgatási területen, az Eo-Navia comarcában (Nyugat–Asztúria) beszéli úgy 45 ezer ember (az ottani lakosság mintegy 67%-a). Bár vélemények szerint a nyelvet/nyelvjárást Galiciában is beszélik, ám az ottani beszélők számáról és a nyelvterület kiterjedéséről nem állnak rendelkezésre adatok. Az eonaviego, eonaviegu megnevezést Xavier Frías Conde spanyol nyelvész használta, s az asztúriai akadémia is ezt a nevet fogadja el. Asztúriai autonóm közösség autonómia törvényében és egyéb dokumentumokban galego-asturiano vagy galego de Asturias (Asztúria galiciai nyelve) név szerepel.
A másik elnevezése a fala, amely nem összetévesztendő az Extremadurában beszélt fala nyelvel (xalimego).

## Jellemzői
Az Asztúriai Nyelvi Akadémia közleményében is megerősítette, hogy eonaviai egy galiciai nyelvjárás jelentős aszturleóni befolyással, ennek ellenére regionális szinten politikai vita tárgya még most is, hogy az eonaviai galiciai inkább vagy asztúriai. Hangtanilag egyértelműen a galiciaihoz áll közel, éppen ezért Ramón Menéndez Pidal a gallego-portugál nyelvjárások közé sorolta. Egyetlen különbsége hangtanilag a galiciaitól, hogy a hangpárok a zárt és a nyitott -e valamint -o- között nem különböznek.
A 19. századig jelen voltak az eonaviaiban az ún. nazális magánhangzók, melyek mostanra eltűntek vagy igen ritkává válltak. A nem hangsúlyos magánhangzók a mással- és magánhangzók asszimilációjának állása szerint változnak, amikor ez az állás saját hangsúly nélküli.
Az eonaviai diftongizáló, ugyanakkor hiányoznak belőle az aszturleónira és galiciaira jellemző nazális kettőshangzók.
Az erősebb igei alakok metafonikus konnotációja tekintetében az eonaviai konzervatívabb a galiciainál, mivel az igeragozás függ a nyitott és zárt magánhangzók közötti különbség elvesztésétől, mialatt a galiciaiban ez az eredeti hangzórendszer függvényében történik.

## Nyelvi példa
Idézet A kis herceg c. regényből:
| Asztúriai | Eonaviai | Galiciai | Spanyol | Magyar |
| --- | --- | --- | --- | --- |
| ¡Ah, principín! Pasu ente pasu fui enterándome de que la to vida yera de lo más murnio. En munchu tiempu nun tuvieres otra diversión que ver atapecer el sol. Dime cuenta d'ello al cuartu día cuandu me dixisti pela mañanina: ¡Cómu me presten les atapecíes! | Ah, meu Principín! Así fun comprendendo pouco a pouco el que era a túa vida señardosa. Durante muito tempo non tiveras outra distracción que as postas de sol. Al cuarto día enteireime dun novo detalle condo me dixiche: Préstanme as postas de sol. | ¡Ah, meu principiño, así fun comprendendo eu, pouquiño a pouco, a túa vidiña melancólica! Durante moito tempo non tiveches outra distracción que a dozura que sentías ó contemplar o solpor. Aprendín este novo detalle cando na mañá do cuarto día me dixeches: Gústame moito o solpor. | ¡Ah, principito! Así, poco a poco, comprendí tu pequeña vida melancólica. Durante mucho tiempo tu única distracción fue la suavidad de las puestas de sol. Me enteré de este nuevo detalle, en la mañana del cuarto día, cuando me dijiste: Me encantan las puestas de sol. | Ó, kis herceg, lassan-lassan megértettem a te kis mélabús életedet! Hosszú időn át egyedüli szórakozásod a naplementék csendes bája volt. Életednek ezt az új részletét a negyedik nap reggelén tudtam meg, amikor így szóltál hozzám: Szeretem a naplementéket. |

## Jelen helyzet
Azon csoportosulások, amelyek az eonaviai önálló nyelvként való elismerését szeretnék, mely együtt járna egy külön irodalmi nyelv kifejlesztésével is, nem egységesek a kérdésben. Ők is ugyanúgy a galiciai és az aszturleóni között ingadoznak, mint azok, akik az eonaviait a két nyelv közül valamelyik nyelvjárásának tartják.
Az asztúriai egyesületek, amelyek az eonaviai megőrzéséért tevékenykednek, az asztúriai akadémia által elfogadott helyesírás szerint írnak eonaviaiul, míg a Galiciában működők a galiciai helyesírást használják.